# Frederic Edward Clements
Frederic Edward Clements (ur. 16 września 1874 w Lincoln, zm. 26 lipca 1945 w Santa Barbara) – amerykański ekolog.

## Życiorys
Urodził się w Lincoln w stanie Nebraska w USA. Studiował botanikę na University of Nebraska, którą ukończył w 1894 r. W 1898 r. uzyskał doktorat. W 1905 r. został mianowany profesorem zwyczajnym na Uniwersytecie w Nebrasce, ale w 1907 r. odszedł na stanowisko kierownika działu botaniki na Uniwersytecie w Minnesocie w Minneapolis. W latach 1917–1941 był zatrudniony jako ekolog w Carnegie Institution of Washington w Waszyngtonie, gdzie był w stanie przeprowadzić dedykowane badania ekologiczne. Zimą pracował w stacjach badawczych w Tucson w Arizonie i Santa Barbara w Kalifornii, a latem w terenie w Alpine Laboratory Carnegie Institution – stacji badawczej w Angel Canyo na zboczach Pikes Peak w Kolorado. Oprócz badań terenowych przeprowadził prace eksperymentalne w laboratorium i szklarni, zarówno na stacji Pikes Peak, jak i w Santa Barbara. Zmarł w szpitalu w Santa Barbara w wieku siedemdziesięciu lat z powodu mocznicy.

## Praca naukowa
Na podstawie swoich badań Clements opracował jedną z podstawowych w ekologii zasad, że zespoły roślinności na danym obszarze ulegają zmianom ewolucyjnym. Jest to tzw. sukcesja ekologiczna, której przebieg uzależniony jest od warunków siedliskowych i klimatycznych w danym regionie. Wraz z R. Poundem opracował też metody terenowych badań ekologicznych.
Clements był orędownikiem ewolucji neo-lamarckowskiej. Ekolog Arthur Tansley napisał, że ze względu na swoje poparcie dla lamarckizmu Clements „nigdy nie wydawał się odpowiednio uwzględniać wyników współczesnych badań genetycznych”. Wierzył, że rośliny i zwierzęta mogą zyskać szeroką różnorodność i zakres cech w walce o przetrwanie i dostosowanie się do środowiska oraz że cechy te są dziedziczne. W latach dwudziestych przeprowadził eksperymenty mające na celu przekształcenie gatunków roślin rodzimych w jednej strefie ekologicznej w gatunek przystosowany do innej, wyższej strefy. Clements był  przekonany o ważności swoich eksperymentów, ale ten eksperymentalny lamarckizm popadł w zapomnienie w latach 30. XX wieku.
Opisał wiele nowych gatunków grzybów (np. Sepultaria aurantia) i roślin. W nazwach naukowych utworzonych przez niego taksonów dodawany jest skrót jego nazwiska Clem.